# Cratere Petrie
Petrie è un cratere lunare di 32,86 km situato nella parte nord-occidentale della faccia nascosta della Luna.